# Шутроминцы
Шутроминцы (укр. Шутроминці) — село в Толстенской поселковой общине Чортковского района Тернопольской области Украины.
До 2020 года входило в Залещицкий район.
Код КОАТУУ — 6122089901. Население по переписи 2001 года составляло 626 человек.

## Географическое положение
Село Шутроминцы находится на левом берегу реки Криница, которая через 1,5 км впадает в реку Днестр,
выше по течению на расстоянии в 2 км расположено село Дорогичевка.

## История
- 1372 год — дата основания.

## Объекты социальной сферы
- Школа I ст.
- Дом народного творчества.
- Фельдшерско-акушерский пункт.